# Germandats de Sang de Mallorca, Menorca, Eivissa i Formentera
Germandats de Sang de Mallorca, Menorca, Eivissa i Formentera són entitats que agrupen els donants de sang de les Illes Balears i Pitiuses, i que formen part de la Fundació Banc de Sang i Teixits de les Illes Balears, fundada el 1998. El 1995 van rebre la Medalla d'Or de la Comunitat Autònoma de les Illes Balears en atenció a la seva tasca solidària.